# Сверхмассивная чёрная дыра

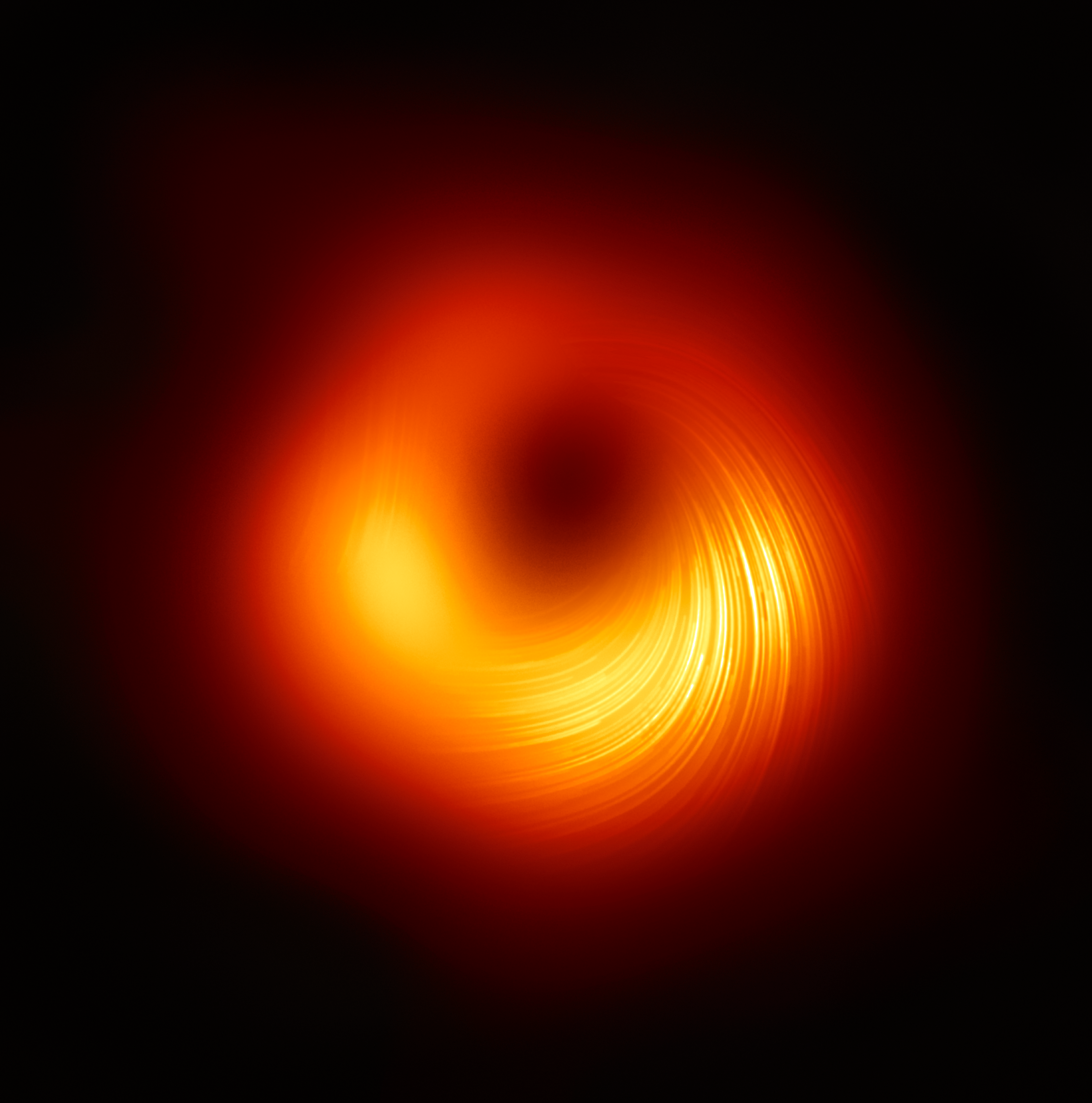
Изображение тени сверхмассивной чёрной дыры в ядре галактики M 87, полученное в радиодиапазоне с помощью Event Horizon Telescope (2019)

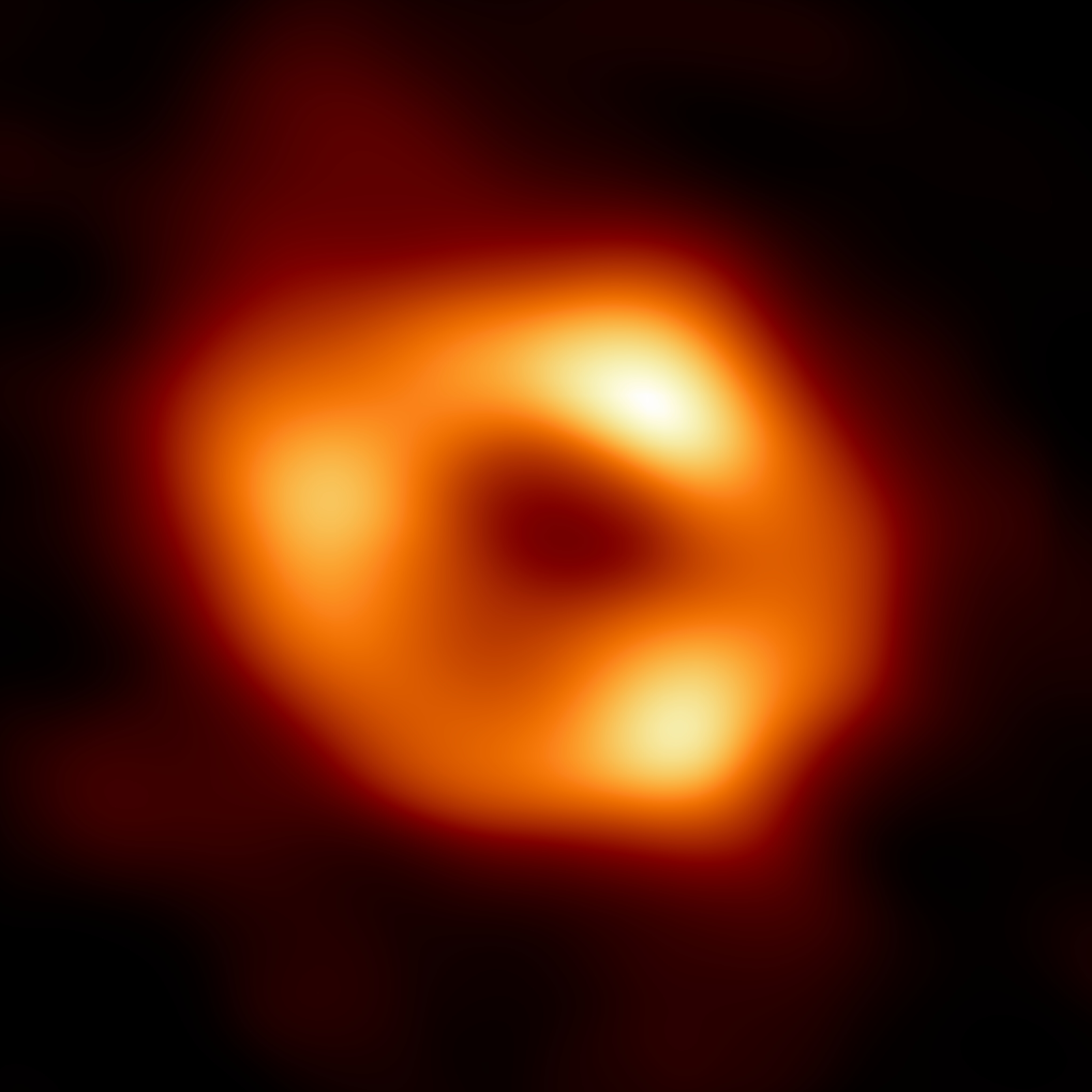
Снимок тени сверхмассивной чёрной дыры Стрелец A* в центре галактики Млечный Путь, полученный в радиодиапазоне с помощью Event Horizon Telescope (2022)

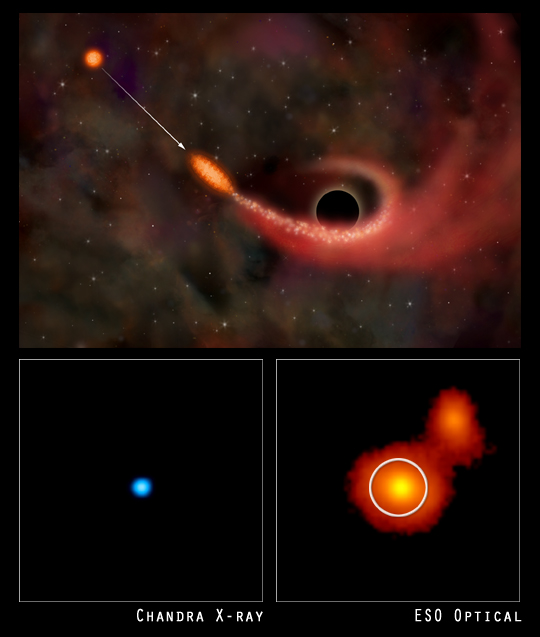
Сверху: сверхмассивная чёрная дыра, поглощающая звезду, в представлении художника. Снизу: изображения, предположительно показывающие сверхмассивную чёрную дыру в галактике RXJ 1242-11. Слева: в рентгеновском излучении. Справа: в оптическом диапазоне

Сверхмасси́вная чёрная дыра́ — чёрная дыра с массой 105—1011 масс Солнца. Сверхмассивные чёрные дыры обнаружены в центре многих галактик, включая Млечный Путь.

## Специфические свойства
Сверхмассивные чёрные дыры имеют специфические свойства, отличающие их от меньших чёрных дыр:
- Парадоксально, но средняя плотность сверхмассивной чёрной дыры (вычисляемая путём деления массы чёрной дыры на её объём Шварцшильда) может быть очень мала (даже меньше плотности воздуха[4] в нижних слоях атмосферы Земли). Это объясняется тем, что радиус Шварцшильда прямо пропорционален массе, а плотность — обратно пропорциональна объёму (то есть в данном случае плотность обратно пропорциональна кубу радиуса Шварцшильда). Далее, объём сферического объекта (например, горизонта событий невращающейся чёрной дыры) прямо пропорционален кубу радиуса. В результате средняя плотность чёрной дыры уменьшается с увеличением её массы:

{\displaystyle \rho ={\frac {3\,c^{6}}{32\pi M^{2}G^{3}}}.}
- Приливные силы около горизонта событий значительно слабее из-за того, что центральная сингулярность расположена так далеко от горизонта, что гипотетический космонавт, путешествующий к центру чёрной дыры, не почувствует воздействия экстремальных приливных сил до тех пор, пока не погрузится в неё очень глубоко[5].
- Сверхмассивные чёрные дыры являются источником почти всех космических нейтрино[6][7].

## Формирование

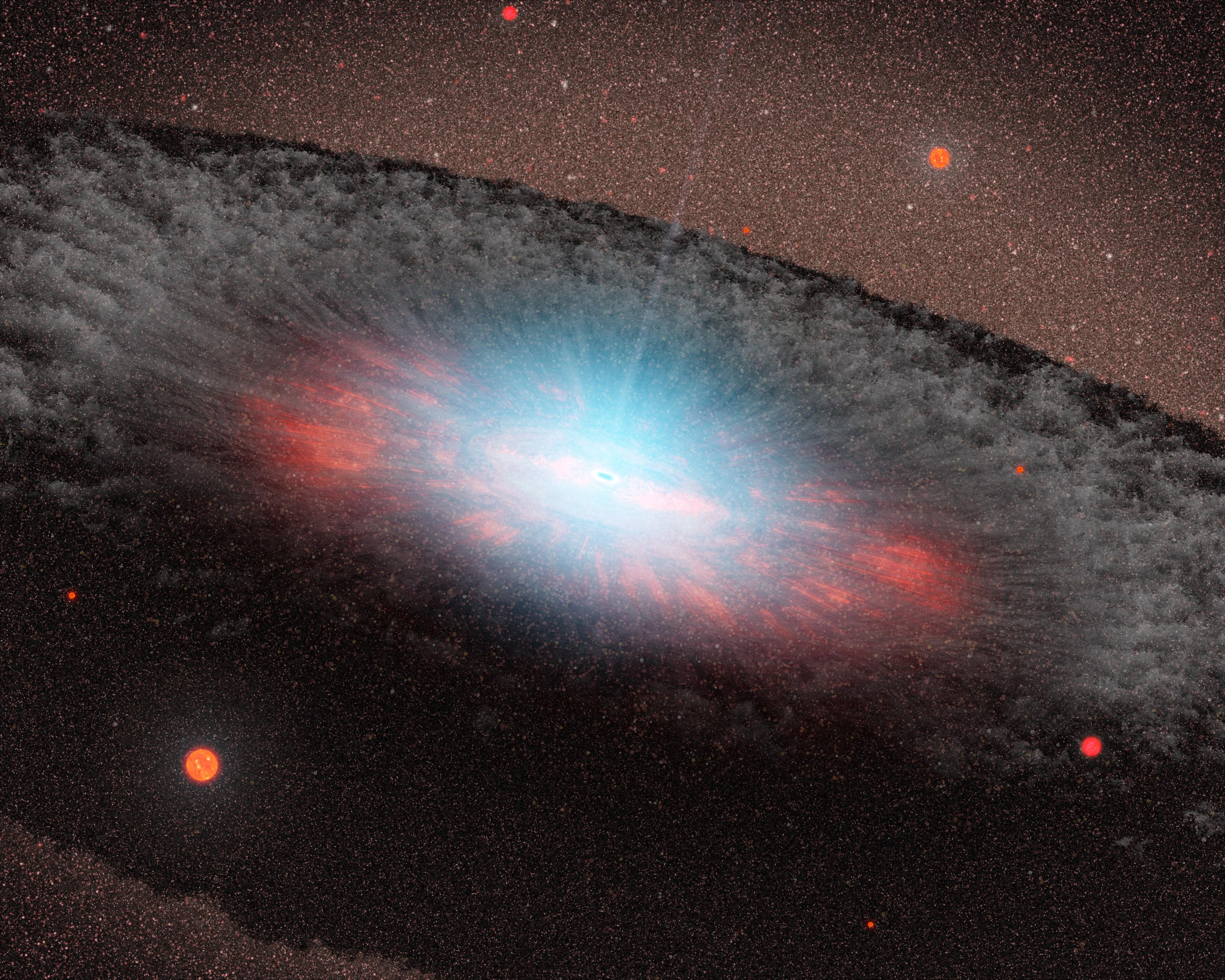
Сверхмассивная чёрная дыра и её аккреционный диск в представлении художника

Трудность образования сверхмассивной чёрной дыры заключается в том, что достаточное для этого количество вещества должно быть сконцентрировано в относительно небольшом объёме. Для этого у материи должен быть очень малый начальный угловой момент — то есть медленное вращение. Обычно скорость аккреции на чёрную дыру ограничена именно угловым моментом падающей материи, который должен быть в основном передан обратно наружу, что и ограничивает скорость роста массы чёрной дыры (см. аккреционный диск).
Общепринятой теории образования чёрных дыр такой массы ещё нет. Существует несколько гипотез, наиболее очевидной из которых является гипотеза, описывающая постепенное наращивание массы чёрной дыры аккрецией вещества на чёрную дыру звёздной массы. Другая гипотеза предполагает, что сверхмассивные чёрные дыры образуются при коллапсе больших газовых облаков и при их превращении в релятивистскую звезду массой в несколько сотен тысяч солнечных масс или больше. Такая звезда быстро становится нестабильной к радиальным возмущениям в связи с процессами образования электронно-позитронных пар, происходящими в её ядре, и может сколлапсировать сразу в чёрную дыру. При этом коллапс идёт, минуя стадию сверхновой, при которой взрыв разбросал бы большую часть массы, не позволив образоваться сверхмассивной чёрной дыре. Ещё одна модель предполагает, что сверхмассивные чёрные дыры могли образоваться в результате коллапса плотных звёздных кластеров, когда отрицательная теплоёмкость системы приводит дисперсию скорости в ядре к релятивистским значениям. Наконец, первичные чёрные дыры могли образоваться из начальных возмущений сразу после Большого взрыва.
В наблюдаемом списке кандидатов в чёрные дыры есть провал в распределении масс. Есть чёрные дыры звёздных масс, образующиеся в результате коллапса звёзд, массы которых простираются, вероятно, до 33 солнечных масс. Для сверхмассивных чёрных дыр наименьшая масса лежит в районе 105 солнечных масс (при максимальном значении — не более 5·1010 солнечных масс). Самая массивная из обнаруженных чёрных дыр SDSS J140821.67+025733.2 имеет массу 1,96 1011 солнечных масс (близко к массе нашей галактики Млечный Путь). Между этими значениями должны лежать чёрные дыры промежуточных масс, но такая чёрная дыра (HLX-1, обнаруженная австралийским радиотелескопом CSIRO 9 июля 2012 года) пока известна лишь в единственном экземпляре, что является аргументом в пользу различных механизмов образования лёгких и тяжёлых чёрных дыр. Некоторые астрофизические модели, однако, объясняют характерные особенности сверхъярких рентгеновских источников как содержащих именно такие чёрные дыры (промежуточных масс).
В карликовой галактике Лев I почти нет тёмной материи, но в центре есть сверхмассивная чёрная дыра массой ~3 млн M⊙. У учёных нет объяснений того, как в карликовой сферической галактике появилась сверхмассивная чёрная дыра.

## Обнаружение сверхмассивных чёрных дыр
В настоящее время единственный достоверный способ отличить чёрную дыру от объекта другого типа состоит в том, чтобы измерить массу и размеры объекта и сравнить его радиус с гравитационным радиусом, который задаётся формулой
{\displaystyle \ R_{g}={2GM \over c^{2}}}.
где {\displaystyle \ G} — гравитационная постоянная, {\displaystyle \ M} — масса объекта, {\displaystyle \ c} — скорость света.
Сегодня разрешающая способность телескопов недостаточна для того, чтобы различать области пространства размером порядка гравитационного радиуса чёрной дыры. Поэтому в идентификации сверхмассивных чёрных дыр есть определённая степень допущения. Считается, что установленный верхний предел размеров этих объектов недостаточен, чтобы рассматривать их как скопления белых или коричневых карликов, нейтронных звёзд, чёрных дыр обычной массы.
Существует множество способов определить массу и ориентировочные размеры сверхмассивного тела, однако большинство из них основано на измерении характеристик орбит вращающихся вокруг них объектов (звёзд, радиоисточников, газовых дисков). В самом простейшем и достаточно часто встречающемся случае обращение происходит по кеплеровским орбитам, о чём говорит пропорциональность скорости вращения спутника квадратному корню из большой полуоси орбиты:
{\displaystyle \ V={\sqrt {GM \over r}}}.
В этом случае масса центрального тела находится по известной формуле
{\displaystyle \ M={V^{2}r \over G}}.
В ряде случаев, когда объекты-спутники представляют собой сплошную среду (газовый диск, плотное звёздное скопление), которая своим тяготением влияет на характеристики орбиты, радиальное распределение массы в ядре галактики получается путём решения т. н. бесстолкновительного уравнения Бернулли.

### Метод отношения масса-светимость
Основным методом поиска сверхмассивных чёрных дыр в настоящее время является исследование распределения яркости и скорости движения звёзд в зависимости от расстояния до центра галактики.
Распределение яркости снимается фотометрическими методами при фотографировании галактик с большим разрешением, скорости звёзд — по красному смещению и уширению линий поглощения в спектре звезды.
Имея распределение скорости звёзд {\displaystyle \ V(r)} можно найти радиальное распределение масс {\displaystyle \ M(r)} в галактике. Например, при эллиптической симметрии поля скоростей решение уравнения Бернулли даёт следующий результат:
{\displaystyle \ M(r)={V^{2}r \over G}+{\sigma _{r}^{2}r \over G}\left[-{d\,\ln \nu  \over d\,\ln r}-{d\,\ln \sigma _{r}^{2} \over d\,\ln r}-\left(1-{\sigma _{\theta }^{2} \over \sigma _{r}^{2}}\right)-\left(1-{\sigma _{\phi }^{2} \over \sigma _{r}^{2}}\right)\right]},
где {\displaystyle \ V} — скорость вращения, {\displaystyle \ \sigma _{r},\,\,\sigma _{\theta }} и {\displaystyle \ \sigma _{\phi }} — радиальная и азимутальные проекции дисперсии скорости, {\displaystyle \ G} — гравитационная постоянная, {\displaystyle \ \nu } — плотность звёздного вещества, которая обычно принимается пропорциональной светимости.
Поскольку чёрная дыра имеет большую массу при низкой светимости, одним из признаков наличия в центре галактики сверхмассивной чёрной дыры может служить высокое отношение массы к светимости {\displaystyle \ M/L} для ядра галактики. Плотное скопление обычных звёзд имеет отношение {\displaystyle \ M/L} порядка единицы (масса и светимость выражаются в массах и светимостях солнца), поэтому значения {\displaystyle \ M/L>>1} (для некоторых галактик {\displaystyle \ M/L>1000}), являются признаком наличия сверхмассивной чёрной дыры. Возможны, однако, альтернативные объяснения этого феномена: скопления белых или коричневых карликов, нейтронных звёзд, чёрных дыр обычной массы.

### Измерение скорости вращения газа
В последнее время благодаря повышению разрешающей способности телескопов стало возможным наблюдать и измерять скорости движения отдельных объектов в непосредственной близости от центра галактик. Так, при помощи спектрографа FOS (Faint Object Spectrograph) космического телескопа «Хаббл» группой под руководством Х. Форда была обнаружена вращающаяся газовая структура в центре галактики M87.
Скорость вращения газа на расстоянии около 60 световых лет от центра галактики составила 550 км/с, что соответствует кеплеровской орбите с массой центрального тела порядка 3⋅109 масс солнца. Несмотря на гигантскую массу центрального объекта, нельзя сказать с полной определённостью, что он является чёрной дырой, поскольку гравитационный радиус такой чёрной дыры составляет около 0,001 светового года. По другим данным, объект сфотографированный телескопом Event Horizon, является сверхмассивной чёрной дырой.

### Измерение скорости микроволновых источников
В 1995 году группа под руководством Дж. Морана наблюдала точечные микроволновые источники, вращающиеся в непосредственной близости от центра галактики NGC 4258.
Наблюдения проводились при помощи радиоинтерферометра, включавшего сеть наземных радиотелескопов, что позволило наблюдать центр галактики с угловым разрешением 0,001″. Всего было обнаружено 17 компактных источников, расположенных в дискообразной структуре радиусом около 10 световых лет. Источники вращались в соответствии с кеплеровским законом (скорость вращения обратно пропорциональна квадратному корню из расстояния), откуда масса центрального объекта была оценена как 4⋅107 масс солнца, а верхний предел радиуса ядра — 0,04 светового года.

### Наблюдение траекторий отдельных звёзд
В 1993—1996 годах А. Экарт и Р. Генцель наблюдали движение отдельных звёзд в окрестностях центра нашей Галактики. Наблюдения проводились в инфракрасных лучах, для которых слой космической пыли вблизи ядра галактики не является препятствием. В результате удалось точно измерить параметры движения 39 звёзд, находящихся на расстоянии от 0,13 до 1,3 светового года от центра галактики. Было установлено, что движение звёзд соответствует кеплеровскому, при котором центральное тело массой 2,5⋅106 масс солнца и радиусом не более 0,05 светового года соответствует положению компактного радиоисточника Стрелец-А (Sgr A).

## Сверхмассивная чёрная дыра в центре Млечного Пути
Масса сверхмассивной чёрной дыры, по разным оценкам, составляет от двух до пяти миллионов солнечных масс.

### Наблюдения в радиодиапазоне
Долгое время центр нашей Галактики, приблизительное положение которого (созвездие Стрельца) было известно по оптическим наблюдениям, не был ассоциирован ни с каким компактным астрономическим объектом. Только в 1960 году Дж. Оорт и Г. Рогур установили, что в непосредственной близости (менее 0,03°) от галактического центра находится радиоисточник Стрелец A* (Sgr A*).
В 1966 году Д. Даунс и А. Максвелл, обобщив данные по радионаблюдениям в дециметровом и сантиметровом диапазонах, пришли к выводу, что малое ядро Галактики представляет собой объект диаметром 10 пк, связанный с источником Стрелец-А.
К началу 1970-х годов благодаря наблюдениям в радиоволновом диапазоне было известно, что радиоисточник Стрелец-А имеет сложную пространственную структуру. В 1971 году Даунс и Мартин, проводя наблюдения на Кембриджском радиотелескопе с базой 1,6 км на частотах 2,7 и 5 ГГц с разрешением около 10’, выяснили, что радиоисточник состоит из двух диффузных облаков, находящихся на расстоянии 1’ друг от друга: восточная часть (Sgr A) излучает радиоволновой спектр нетермической природы, а западная (Sgr A*) представляет собой радиоизлучающее облако горячего ионизированного газа диаметром около 45" (1,8 пк).
В 1974 году Б. Балик и С. Сандерс провели на 43-метровом радиотелескопе Национальной радиоастрономической обсерватории (NRAO) картографирование радиоисточника Стрелец-А на частотах 2,7 и 8,1 ГГц с разрешением 2".
Было обнаружено, что оба радиоисточника представляют собой компактные образования диаметром менее 10" (0,4 пк), окружённые облаками горячего газа.

### Начало наблюдений в инфракрасном диапазоне
Вплоть до конца 1960-х годов не существовало эффективных инструментов для изучения центральных областей Галактики, поскольку плотные облака космической пыли, закрывающие от наблюдателя галактическое ядро, полностью поглощают идущее из ядра видимое излучение и значительно осложняют работу в радиодиапазоне.
Ситуация коренным образом изменилась благодаря развитию инфракрасной астрономии, для которой космическая пыль практически прозрачна. Ещё в 1947 году Стеббинс и А. Уитфорд, используя фотоэлемент, сканировали галактический экватор на длине волны 1,03 мкм, однако не обнаружили дискретного инфракрасного источника.
В. И. Мороз в 1961 году провёл аналогичное сканирование окрестностей Sgr A на волне 1,7 мкм и тоже потерпел неудачу.
В 1966 году Е. Беклин сканировал район Sgr A в диапазоне 2,0-2,4 мкм и впервые обнаружил источник, по положению и размерам соответствовавший радиоисточнику Стрелец-А.
В 1968 году Е. Беклин и Г. Нейгебауэр провели сканирование для длин волн 1,65, 2,2 и 3,4 мкм с разрешением 0,08—1,8" и обнаружили объект сложной структуры, состоявший из основного инфракрасного источника диаметром 5', компактного объекта внутри него, расширенной фоновой области и нескольких компактных звездообразных источников в непосредственной близости от основного источника.
В середине 1970-х годов начинается исследование динамических характеристик наблюдаемых объектов. В 1976 году Е. Воллман спектральными методами (использовалась линия излучения неона Ne II с длиной волны 12,8 мкм) исследовал скорость движения газов, в области диаметром 0,8 пс вокруг галактического центра. Наблюдения показали симметричное движение газа со скоростями около 75 км/c. По полученным данным Воллман предпринял одну из первых попыток оценить массу объекта, предположительно находящегося в центре Галактики. Полученный им верхний предел массы оказался равным 4⋅106 масс Солнца.

### Обнаружение компактных инфракрасных источников
Дальнейшее увеличение разрешающей способности телескопов позволило выделить в газовом облаке, окружающем центр Галактики, несколько компактных инфракрасных источников. В 1975 году Е. Беклин и Г. Нейгебауэр составили инфракрасную карту центра Галактики для длин волн 2,2 и 10 мкм с разрешением 2,5", на которой выделили 20 обособленных источников, получивших название IRS1—IRS20.
Четыре из них (1, 2, 3, 5) позиционно совпали с известными по радионаблюдениям компонентами радиоисточника Sgr A. Природа выделенных источников долгое время обсуждалась. Один из них (IRS 7) идентифицирован как молодая звезда-сверхгигант, несколько других — как молодые гиганты. IRS 16 оказался очень плотным (106 масс Солнца на кубический парсек) скоплением звёзд-гигантов и карликов. Остальные источники предположительно являлись компактными облаками H II и планетарными туманностями, в некоторых из которых присутствовали звёздные компоненты.
Продольная скорость отдельных источников лежала в пределах ±260 км/c, диаметр составлял 0,1—0,45 пк, масса 0,1—10 масс Солнца, расстояние от центра Галактики 0,05—1,6 пк. Масса центрального объекта оценивалась как 3⋅106 масс Солнца, таким же был порядок массы, распределённой в области радиусом 1 пк вокруг центра. Поскольку вероятная ошибка при вычислении масс была того же порядка, допускалась возможность отсутствия центрального тела, при этом распределённая в радиусе 1 пк масса оценивалась как 0,8—1,6⋅107 масс Солнца.
Последующее десятилетие характеризовалось постепенным ростом разрешающей способности оптических приборов и выявлением всё более подробной структуры инфракрасных источников. К 1985 году стало ясно, что наиболее вероятным местом нахождения центральной чёрной дыры является источник, обозначенный как IRS 16. Были обнаружены также два мощных потока ионизированного газа, один из которых вращался по круговой орбите на расстоянии 1,7 пк от центра Галактики, а второй — по параболической на расстоянии 0,5 пк. Масса центрального тела, рассчитанная по скорости этих потоков составила 4,7⋅106 масс Солнца по первому потоку и 3,5⋅106 масс Солнца по второму.

### Наблюдение отдельных звёзд

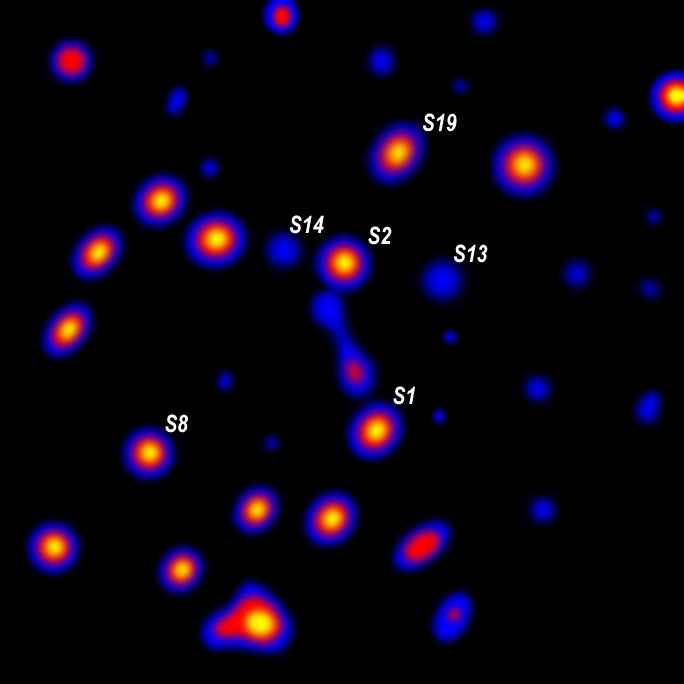
Звёзды в пределах ±0,5" от центра Галактики (рисунок)

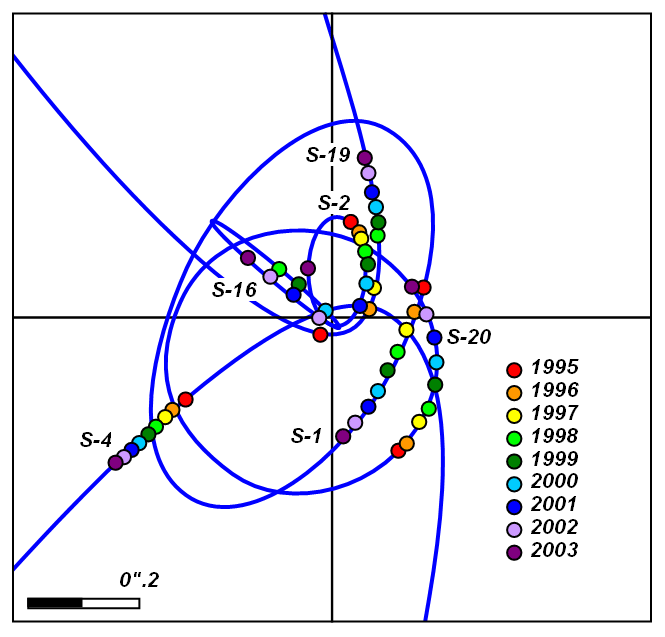
Траектории звёзд, ближайших к центру Галактики по данным наблюдений 1995—2003 годов

В 1991 году вступил в строй инфракрасный матричный детектор Sharp I на 3,5-метровом телескопе Европейской южной обсерватории (ESO) в Ла-Силла (Чили). Камера диапазона 1—2,5 мкм обеспечивала разрешение 50 угловых мкс на 1 пиксель матрицы. Кроме того, был установлен 3D-спектрометр на 2,2-метровом телескопе той же обсерватории.
С появлением инфракрасных детекторов высокого разрешения стало возможным наблюдать в центральных областях галактики отдельные звёзды. Изучение их спектральных характеристик показало, что большинство из них относятся к молодым звёздам возрастом несколько миллионов лет. Вопреки ранее принятым взглядам, было установлено, что в окрестностях сверхмассивной чёрной дыры активно идёт процесс звездообразования. Полагают, что источником газа для этого процесса являются два плоских аккреционных газовых кольца, обнаруженных в центре Галактики в 1980-х годах. Однако внутренний диаметр этих колец слишком велик, чтобы объяснить процесс звездообразования в непосредственной близости от чёрной дыры. Звёзды, находящиеся в радиусе 1" от чёрной дыры (так называемые «S-звёзды») имеют случайное направление орбитальных моментов, что противоречит аккреционному сценарию их возникновения. Предполагается, что это горячие ядра красных гигантов, которые образовались в отдалённых районах Галактики, а затем мигрировали в центральную зону, где их внешние оболочки были сорваны приливными силами чёрной дыры.
К 1996 году были известны более 600 звёзд в области диаметром около парсека (25") вокруг радиоисточника Стрелец А*, а для 220 из них были надёжно определены радиальные скорости. Оценка массы центрального тела составляла 2—3⋅106 масс Солнца, радиуса — 0,2 светового года.
По состоянию на октябрь 2009 года разрешающая способность инфракрасных детекторов достигла 0,0003" (что на расстоянии 8 кпк соответствует 2,5 а. е.). Число звёзд в пределах 1 пк от центра Галактики, для которых измерены параметры движения, превысило 6000.
Рассчитаны точные орбиты для ближайших к центру Галактики 28 звёзд, наиболее интересной среди которых является звезда S2. За время наблюдений (1992—2021), она сделала почти два полных оборота вокруг чёрной дыры, что позволило с большой точностью оценить параметры её орбиты. Период обращения S2 составляет 15,8±0,11 лет, большая полуось орбиты 0,12495±0,00004" (1000 а. е.), эксцентриситет 0,88441±0,00006, максимальное приближение к центральному телу 0,014443" или 119,54 а. е.
Орбиты S2 и других звёзд S-скопления (S29, S38, S55) оказались близкими к кеплеровским орбитам, хотя наблюдаются и релятивистские поправки (в частности, шварцшильдовская прямая прецессия орбиты). Ретроградная (ньютоновская) прецессия орбит, которая присутствовала бы при наличии достаточно большой распределённой массы вблизи перицентров, не наблюдается; это означает, что почти вся масса, влияющая на движение звёзд, сосредоточена в центре. Измерения исключают (со значимостью 3σ) существование распределённой массы более 7500 M⊙ внутри орбиты S2. Точное измерение параметров орбит позволило с высокой точностью оценить массу центрального тела. По последним оценкам (2021) она равна
{\displaystyle \ (4{,}297\pm 0{,}012\mid _{\mathrm {stat} }\pm \,0{,}04\mid _{\mathrm {syst} })\times 10^{6}M_{\odot },}
со статистической погрешностью 0,012 млн масс Солнца и систематической погрешностью 0,04 млн M⊙.
Вклад в погрешности вносят, в частности, ошибки измерений расстояния от Солнца до Стрельца А*; наиболее точные современные оценки этого расстояния дают:
{\displaystyle \ R_{0}=8277\pm 9\mid _{\mathrm {stat} }\pm \,30\mid _{\mathrm {syst} }} пк.
Гравитационный радиус чёрной дыры массой 4⋅106 масс Солнца составляет примерно 12 млн км, или 0,08 а. е., то есть в 1400 раз меньше, чем ближайшее расстояние, на которое подходила к центральному телу звезда S2. Однако среди исследователей практически нет сомнений, что центральный объект не является скоплением звёзд малой светимости, нейтронных звёзд или чёрных дыр, поскольку они, будучи сконцентрированными в таком малом объёме, неизбежно слились бы за короткое время в единый сверхмассивный объект, который не может быть ничем иным, кроме чёрной дыры.

## Сверхмассивные чёрные дыры вне нашей галактики
- По состоянию на 2024 год самая тяжёлая сверхмассивная чёрная дыра Phoenix A* находится в скоплении Феникса на расстоянии 8,5 млрд световых лет от Солнца. Её масса составляет 100 млрд M⊙.Но, теоретически, есть более массивная чёрная дыра SDSS J140821.67+025733.2. Её масса составляет 197 млрд M⊙ но массу ещё не подтвердили.
- Квазар TON 618, расположенный вблизи Северного полюса Галактики в созвездии Гончие Псы. С квазаром связана сверхмассивная чёрная дыра массой 66 млрд масс Солнца
- Сверхмассивная чёрная дыра в центре галактики Holmberg 15A, находящейся в созвездии Кита в 700 млн св. лет от Солнца, имеет массу равную примерно 40±8 млрд масс Солнца[34].
- Сверхмассивная чёрная дыра массой 21 млрд масс Солнца находится в галактике NGC 4889 в созвездии Волосы Вероники.
- Квазар OJ 287 в созвездии Рака представляет собой двойную систему чёрных дыр, бо́льшая из которых имеет массу равную 18 млрд M⊙, фактически массу небольшой галактики.
- Масса чёрной дыры в центре галактики NGC 1277 в созвездии Персея составляет 17 млрд M⊙, что составляет 14 % массы всей галактики[35].
- Сверхмассивная чёрная дыра Q0906+6930 в созвездии Большой Медведицы имеет массу в 10 млрд M⊙[36].

### Сверхмассивные чёрные дыры в карликовых галактиках
В 2011 году активную сверхмассивную чёрную дыру массой 3⋅106M⊙ нашли в карликовой галактике Henize 2−10 в 30 млн световых лет от Солнца в созвездии Компаса. Затем было найдено около 100 активных массивных чёрных дыр в галактиках с относительно слабым звездообразованием. Дальнейший поиск с помощью более длинных радиоволн помог обнаружить 39 кандидатов в менее активные массивные чёрные дыры, из которых минимум 14 из кандидатов являются, скорее всего, массивными чёрными дырами. Некоторые из этих потенциальных массивных чёрных дыр находятся не в центрах их галактик, а на окраинах. Компьютерное моделирование показало, что до половины всех карликовых галактик могут иметь нецентральные чёрные дыры.